# Stralsund

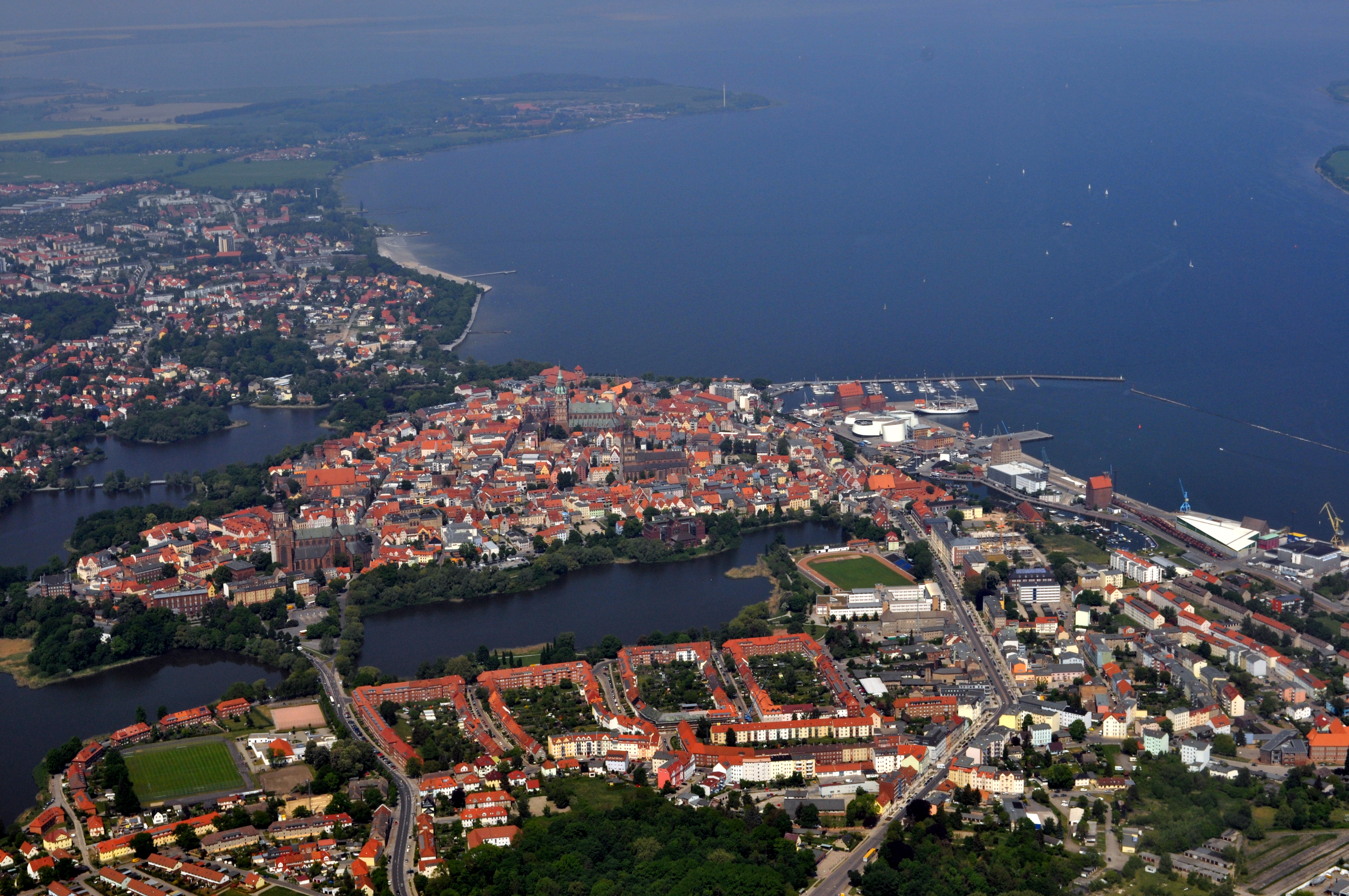
Stralsund

Stralsund este un oraș din nordul Germaniei, inclus în prezent în (landul Mecklenburg-Pomerania Anterioară), situat pe țărmul de sud al Mării Baltice. Are aproape 58 de mii locuitori (avea 75.000 în 1989 și 53.000 în 1939). Stralsund are statut administrativ de district urban.
Este principalul oraș al Pomeraniei Anterioare, (germană: Vorpommern). Se leagă printr-un pod de insula Rügen. Prima mentionare provine dintr-un document din anul 1234 cu sigiliul Principelui Wizlaw I. (* cca 1180; † 7 iunie 1250) al Principatului Rügen und principat al Slavilor, care locuiau aceste locuri. Stralsund a fost unul din orașele-state ce a fost membru al cunoscutei uniuni comerciale și vamale Liga Hanseatică (Hansa), ligă a orașelor porturi cu ieșire la Marea Baltică. Între 1648 - 1815 a fost capitala Principatului Pomerania Anterioară (aflat în uniune personală cu Suedia).
Stralsund este un port maritim și centru industrial (construcții navale, prelucrarea peștelui, ș.a.m.d. Este, în același timp, și un centru turistic atractiv (300 mii vizitatori în 2003), în special datorită orașului vechi, ce are edificii din secolele XIII - XVIII, datorită cărora este înscris din anul 2002 pe lista patrimoniului cultural mondial al UNESCO. Printre obiectivele turistice cele mai vizitate se numără Muzeul de Istorie și Cultură, Muzeul Maritim German, "Ozeaneum" Muzeul Oceanic, Muzeul Marin (Acvariul). 

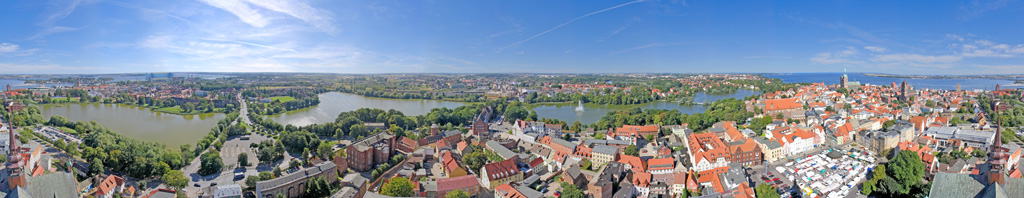
Vedere panoramică a orașului hanseatic Stralsund. Această imagine aduce izbitor cu una din panoramele artistului și gravorului olandez M. C. Escher.

## Legături externe

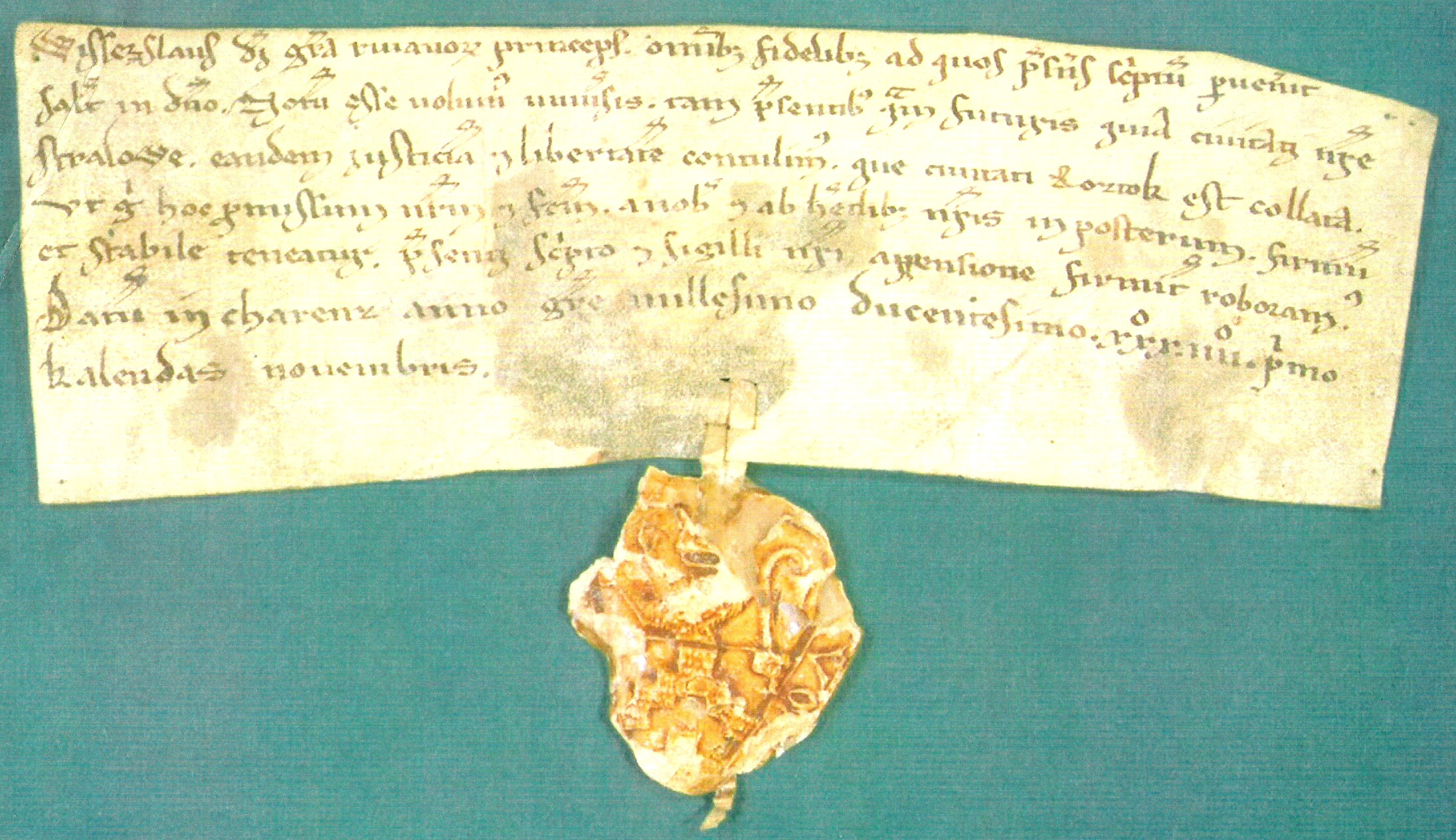

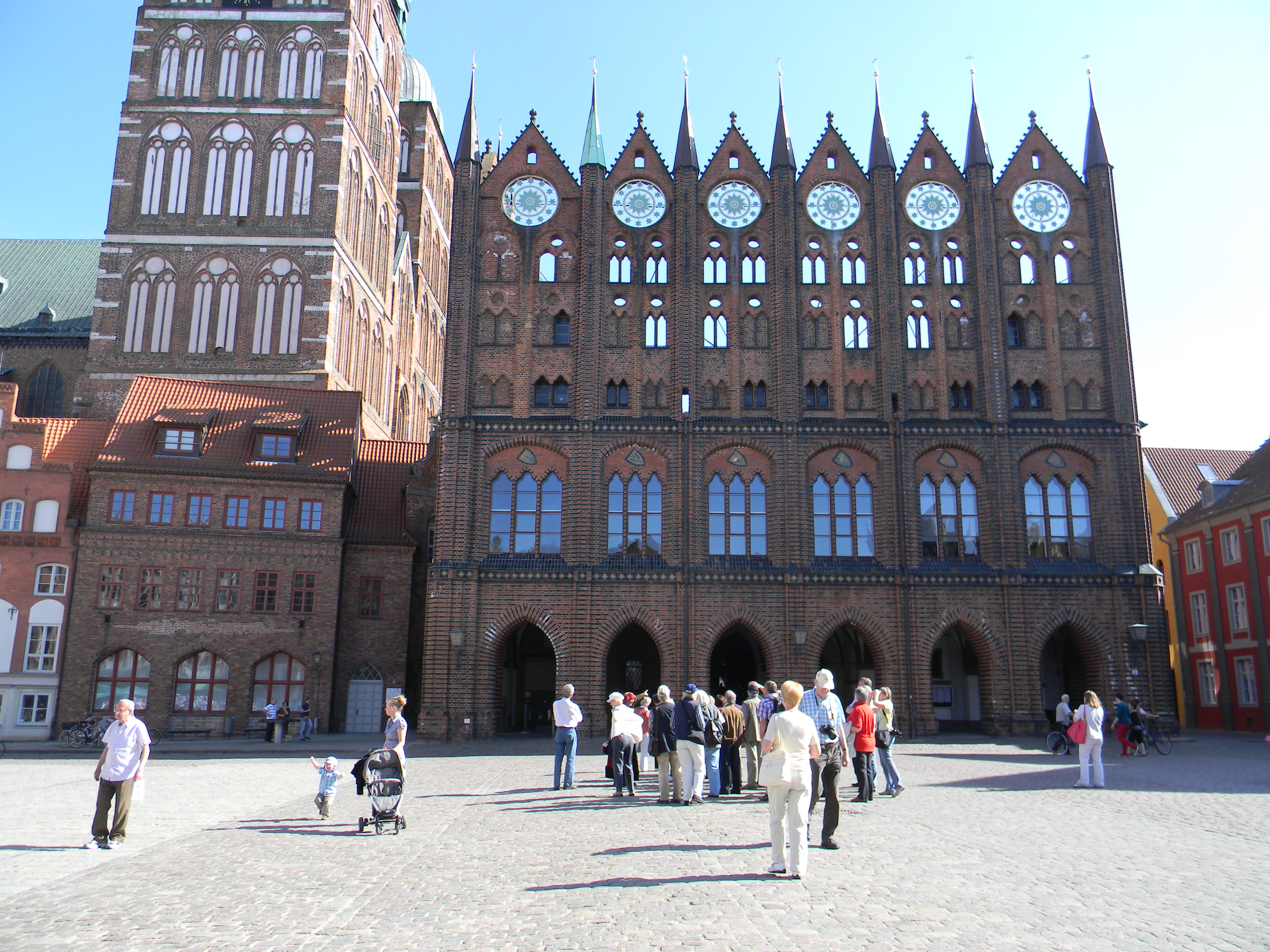

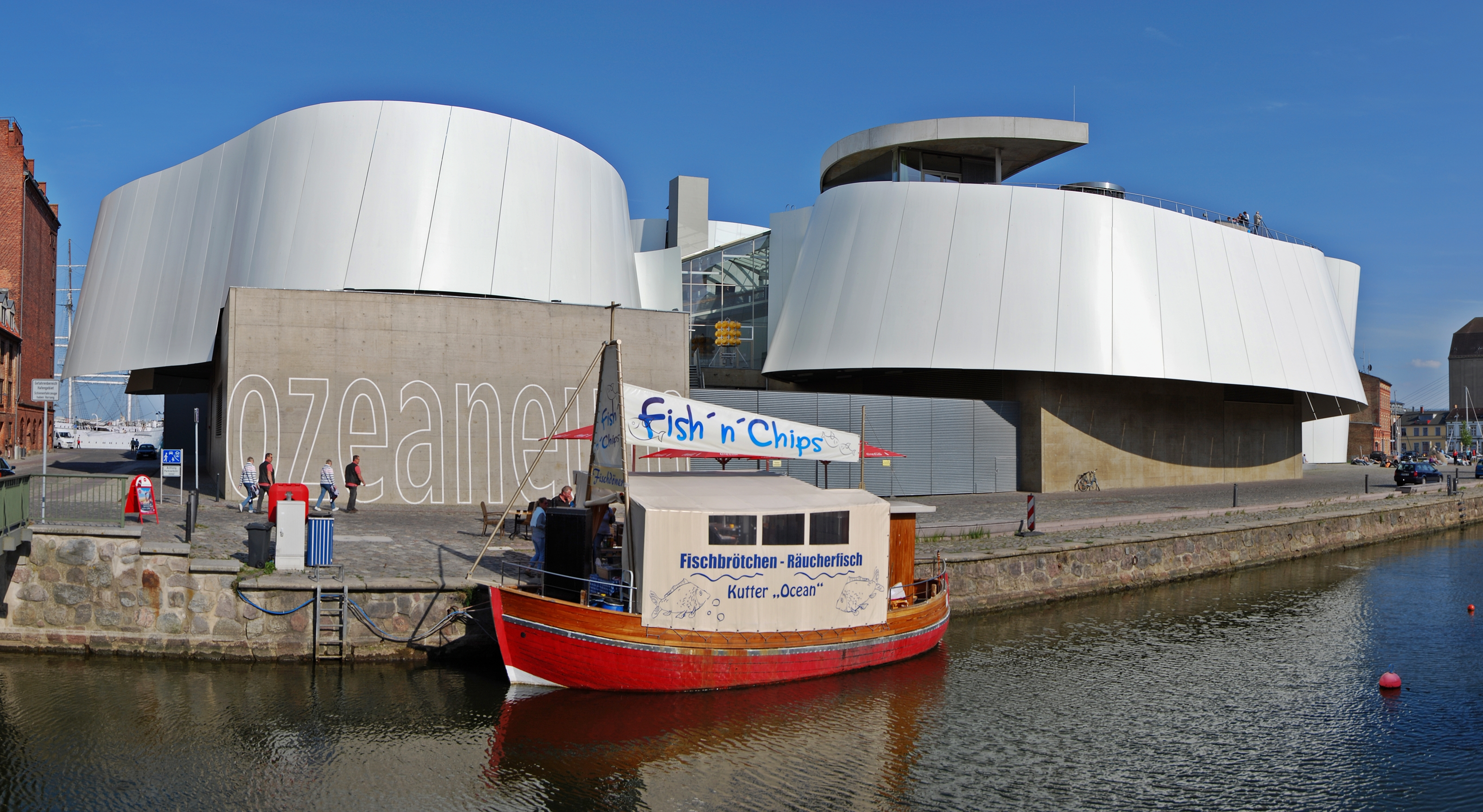
Ozeaneum (Museul Oceanic)

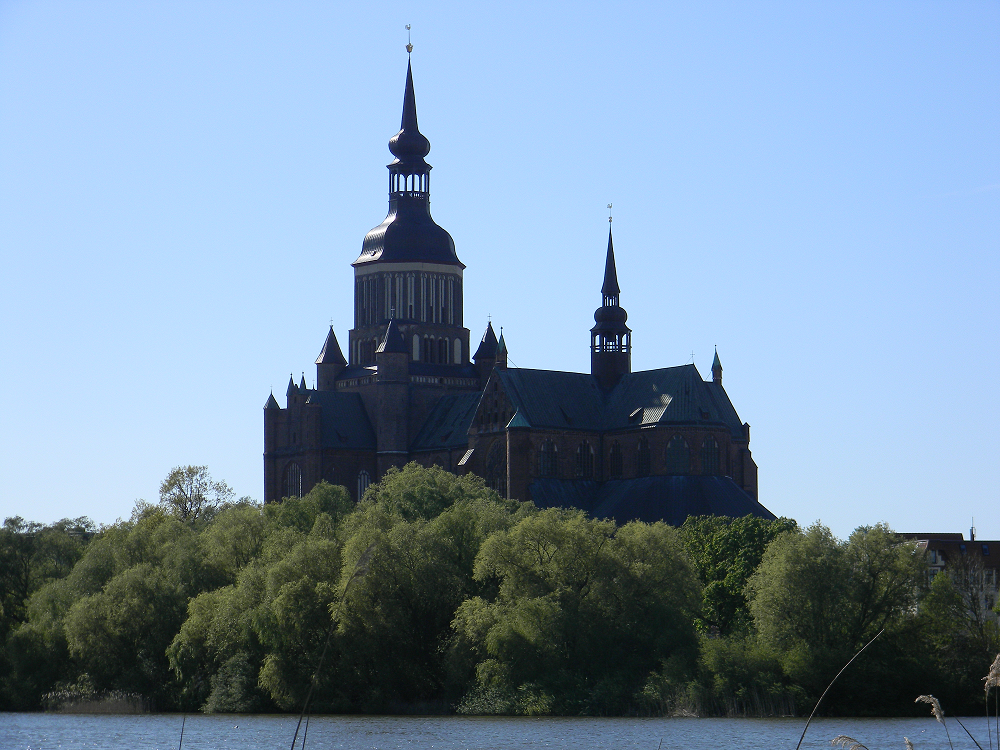
Biserica Fecioarei Maria,Stralsund

## Personalități marcante
- Nadia Uhl, actriță